# Adolph Compenius
Adolph Compenius (* um 1588; † 1650 in Hannover) war ein deutscher Orgelbauer und Organist.

## Leben
Er war ein Sohn Esaias Compenius des Älteren aus dessen erster Ehe und ging vor 1605 in der väterlichen Werkstatt in die Lehre. Gegen 1606 war er in Magdeburg ansässig. Als Orgelbauer tritt er erstmals beim 1613 vollendeten Neubau seines Vaters an der Martinikirche in Kroppenstedt in Erscheinung.
Für die Hofkapelle in Bückeburg baute er 1620 eine neue Orgel. Anschließend ließ er sich in Rinteln nieder und wirkte dort bis 1625 als Orgelbauer. Von 1626 bis 1636 und von 1644 bis 1650 ist er dann als Organist an der Aegidienkirche in Hannover nachgewiesen. Dort wohnte er in Nachbarschaft zum Organisten Melchior Schildt. In den dazwischen liegenden Jahren war er in Bremen aktiv. Hier wurde er als Gutachter an der 1641 von Johannes und Jost Sieburg erbauten Orgel der Liebfrauenkirche gerufen und stellte zusammen mit den Organisten Jacob Praetorius und Heinrich Scheidemann verschiedene Mängel an dem Instrument fest.
Adolph Compenius teilte den guten Ruf seiner Familie, die mehrere namhafte Orgelbauer hervorbrachte. Aufgrund seiner Jahre in Rinteln wurde er „Schaumburger“ genannt. Von seinem Sohn Peter Lorenz Compenius (1628–1653), der nicht alt wurde, und einem weiteren Sohn (1634–1641), der bereits als Kind starb, ist kaum etwas bekannt.

## Werke (Auswahl)
| Jahr      | Ort        | Kirche                        | Bild | Manuale | Register | Bemerkungen |
| --------- | ---------- | ----------------------------- | ---- | ------- | -------- | --- |
| 1615–1617 | Bückeburg  | Bückeburger Stadtkirche       |      | III/P   | 33       | Vollendung des Orgelneubaus von Esaias Compenius dem Älteren (?); die bei Praetorius überlieferte Disposition III/P/48 scheint nicht zur Ausführunekommen zu sein. Pfeifenwerk nach mehreren Umbauten ersetzt; Gehäuse 1962 einem Brandanschlag zum Opfer gefallen; 1997 Rekonstruktion durch Rudolf Janke |
| 1620      | Bückeburg  | Schloss Bückeburg, Hofkapelle |      |         |          | Neubau, dem von Michael Praetorius ein gutes Zeugnis ausgestellt wird |
| 1621      | Rinteln    | St. Nikolai                   |      |         |          | Zuschreibung; Prospekt teilweise und einige Register von Compenius erhalten |
| 1646      | Hannover   | St.-Georgskirche              |      |         |          | Reparatur; nicht erhalten |
| 1646      | Hannover   | St.-Jakobskirche              |      |         |          | Reparatur; nicht erhalten |
| 1647      | Hildesheim | St. Andreas                   |      |         |          | Reparatur des Rückpositivs; nicht erhalten |
| 1648–1650 | Hannover   | Aegidienkirche                |      | II/P    | 25       | Neubau; nach seinem Tod von Johann Funken vollendet; steht seit ca. 1880 in verkleinerter Form in der Martinskirche zu Engelbostel |